# Studium Generale Marcianum
Lo Studium Generale Marcianum è il polo accademico del patriarcato di Venezia.
Nato per volontà dell'allora cardinale patriarca Angelo Scola, lo Studium recepisce con la sua costituzione l'esigenza di formazione specifica manifestata dalla Chiesa che è in Venezia.

## Storia

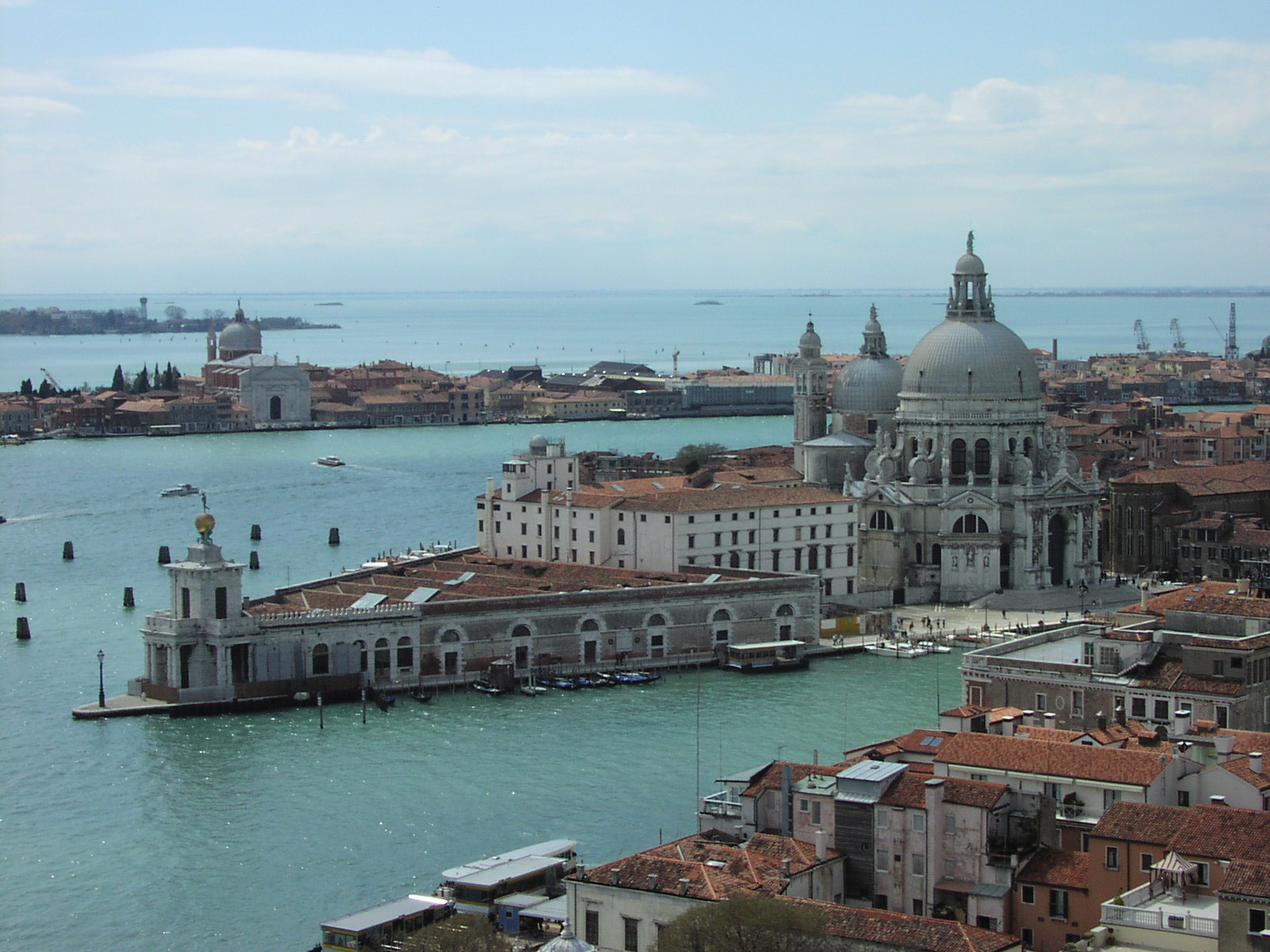
Punta della Dogana e basilica di Santa Maria della Salute. A sinistra della Basilica, il complesso del seminario patriarcale, sede del Marcianum.

Lo Studium Generale Marcianum, con sede principale nell'area della basilica di Santa Maria della Salute, raccoglie al suo interno diverse istituzioni: la Facoltà Ecclesiastica di Diritto Canonico, e percorsi di ricerca post-grado. Una proposta accademica profondamente radicata nel patrimonio culturale del patriarcato e nella vocazione millenaria di Venezia e della Chiesa veneziana quale centro di incontro, confronto ed elaborazione tra culture differenti e di ponte storico nel dialogo con l'Oriente. La denominazione di Studium, scelta per questa realtà, vuole essere espressione della sua natura di soggetto unitario di trasmissione ed elaborazione dei saperi, cercando di superare l'odierna frammentazione delle conoscenze: un centro dunque dedicato allo studio, alla ricerca e al dibattito, aperto a tutti e attento alle grandi questioni dell'uomo del nostro tempo, in specie attento alle domande cruciali di oggi, secondo la Dottrina Sociale della Chiesa.
Dal 2003 lo Studium è approvato dalla Congregazione per l'Educazione Cattolica.
Il solenne atto inaugurale è avvenuto il 24 aprile 2004 alla presenza del cardinale Angelo Sodano, del cardinale patriarca di Venezia Angelo Scola, del patriarca emerito Marco Cé, e di Javier Echevarría, prelato dell'Opus Dei e gran cancelliere della Pontificia Università della Santa Croce).
Dal dicembre 2007 le attività del polo accademico si appoggiano alla Fondazione Studium generale Marcianum per la promozione di studi e ricerche. La Fondazione è nata «con lo scopo di promuovere il patrimonio culturale e religioso del patriarcato di Venezia e di valorizzarne le potenzialità di apporto alla costruzione dei saperi a livello europeo ed internazionale» ponendosi come “fattore di elaborazione e di integrazione culturale” (art.2.2. dello Statuto). Presidente della Fondazione è Roberto Crosta.
L'8 maggio 2011, nell'ambito del viaggio apostolico a Venezia, papa Benedetto XVI ha visitato lo Studium Generale Marcianum, benedicendo i locali della restaurata biblioteca.
Il patriarca di Venezia Francesco Moraglia, in virtù del suo ufficio patriarcale è Gran cancelliere della Facoltà di Diritto canonico "S. Pio X". Nell'estate 2014 ha avviato un ridimensionamento della Fondazione Studium generale Marcianum, che ha quindi ridisegnato il suo profilo generale.

## Facoltà di Diritto Canonico "S. Pio X"
La Facoltà di Diritto Canonico "S. Pio X" eredita la tradizione di studi canonistici inaugurata dal patriarca Giuseppe Sarto, che aveva fondato una prima facoltà nel 1909, poi chiusa nel 1932. Nel 2003 viene fondato un istituto di diritto canonico, che la Congregazione per l'educazione cattolica erige a facoltà con decreto del 15 agosto 2008.

## Enti associati
- La Fondazione internazionale Oasis che edita l'omonima rivista (accreditata presso l'UNESCO) dedicata ai temi del dialogo culturale e interreligioso con l'Islam; è rivolta principalmente alle comunità cattoliche e cristiane d'Oriente ed è stampata in 4 edizioni bilingue (italiano-arabo, inglese-arabo, francese-arabo, inglese-urdu).
- La Casa editrice universitaria Marcianum Press

### Ambiti di intervento della Fondazione
La Fondazione persegue la sua mission operando su tre diversi livelli di intervento:
- Ricerca: attraverso lo sviluppo di progetti di ricerca autonomi, oppure in cooperazione con istituzioni scientifiche ed accademiche nazionali ed internazionali
- Formazione: attraverso lo sviluppo di percorsi di alta formazione (post-grado) e di formazione continua e aggiornamento professionale
- Divulgazione scientifica: organizzando eventi e diffondendo i contenuti attraverso i suoi strumenti

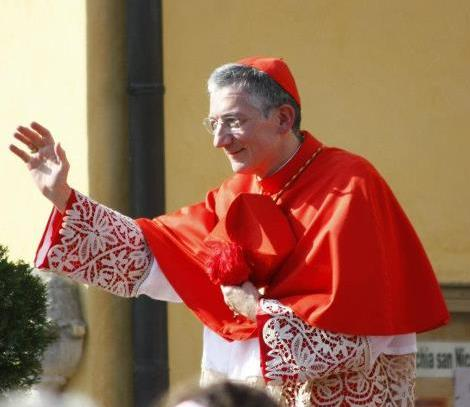
Il patriarca Francesco Moraglia, attuale Gran Cancelliere.

## Cronotassi

### Gran cancellieri
In base allo statuto, il gran cancelliere è di diritto il patriarca di Venezia.
- Cardinale Angelo Scola (24 aprile 2004 - 28 giugno 2011)
- Patriarca Francesco Moraglia, dal 31 gennaio 2012

### Presidi della Facoltà di Diritto Canonico San Pio X
- Juan Ignacio Arrieta Ochoa de Chinchetru (2003 - 2008)
- Brian Edwin Ferme (2008 - 2014)
- Giuliano Brugnotto[2] (21 novembre 2014 - 20 febbraio 2019)
- Benedict Ndubueze Ejeh, dal 20 febbraio 2019